# Elisabetta Perrone
Elisabetta Perrone (ur. 9 lipca 1968 w Camburzano) – włoska lekkoatletka specjalizująca się w chodzie sportowym, czterokrotna uczestniczka letnich igrzysk olimpijskich (Barcelona 1992, Atlanta 1996, Sydney 2000, Ateny 2004), srebrna medalistka olimpijska z Atlanty w chodzie na 10 kilometrów.

## Sukcesy sportowe
- czterokrotna mistrzyni Włoch w chodzie na 5000 metrów – 1994, 1996, 1997, 2003[1]
- dwukrotna mistrzyni Włoch w chodzie na 10 kilometrów – 1994, 1995
- mistrzyni Włoch w chodzie na 20 kilometrów – 2001
- dwukrotna halowa mistrzyni Włoch w chodzie na 3000 metrów – 1998, 2003[2]

| Rok  | Miasto           | Zawody                            | Konkurencja      | Wynik         |
| ---- | ---------------- | --------------------------------- | ---------------- | ------------- |
| 1993 | Stuttgart        | Mistrzostwa świata                | chód na 10 km    | 4. miejsce    |
| 1994 | Helsinki         | Mistrzostwa Europy                | chód na 10 km    | 7. miejsce    |
| 1995 | Göteborg         | Mistrzostwa świata                | chód na 10 km    | srebrny medal |
| 1996 | Atlanta          | Igrzyska olimpijskie              | chód na 10 km    | srebrny medal |
| 1997 | Ateny            | Mistrzostwa świata                | chód na 10 000 m | 10. miejsce   |
| 1997 | Bari             | Igrzyska śródziemnomorskie        | chód na 10 km    | złoty medal   |
| 1998 | Budapeszt        | Mistrzostwa Europy                | chód na 10 km    | 11. miejsce   |
| 2000 | Eisenhüttenstadt | Puchar Europy w chodzie sportowym | chód na 20 km    | 2. miejsce    |
| 2001 | Tunis            | Igrzyska śródziemnomorskie        | chód na 20 km    | srebrny medal |
| 2001 | Edmonton         | Mistrzostwa świata                | chód na 20 km    | brązowy medal |
| 2001 | Dudince          | Puchar Europy w chodzie sportowym | chód na 20 km    | 3. miejsce    |
| 2002 | Monachium        | Mistrzostwa Europy                | chód na 10 km    | 6. miejsce    |
| 2003 | Czeboksary       | Puchar Europy w chodzie sportowym | chód na 20 km    | 2. miejsce    |

## Rekordy życiowe
- chód na 3000 metrów – 11:58,17 – Mediolan 06/06/2001
- chód na 3000 metrów (hala) – 12:13,00 – Genua 01/03/2003
- chód na 5000 metrów – 20:12,41 – Rieti 02/08/2003 (rekord Włoch)
- chód na 10 000 metrów – 42:45,0 – Katania 30/05/1999
- chód na 10 kilometrów – 41:56 – Livorno 10/07/1993
- chód na 20 kilometrów – 1:27:09 – Dudince 19/05/2001